# The Sword
The Sword — американская хеви-метал группа из города Остин (штат Техас). Была образована в 2003 году. Группа состоит из вокалиста и гитариста Джона «Джей Ди» Кронайза, гитариста Кайла Шатта, басиста Брайана Ричи, и барабанщика Сантьяго «Джимми» Вела III.
Первоначально группа подписала контракт с нью-йоркским независимым лейблом Kemado Records. Дебютный альбом Age of Winters вышел в 2006 году и был в значительной части написан Кронайзом ещё до создания группы. Последовавший за ним Gods of the Earth был выпущен 2 года спустя, и с ним группа впервые попала в американский чарт Billboard 200.
В 2010 году группа выпустила концептуальный альбом Warp Riders, в основе которого лежит оригинальный научно-фантастический сюжет. Первый барабанщик группы Триветт Уинго в этом же году покинул группу. Некоторое время его заменял Кевин Фендер, пока в 2011 году в группу не пришёл Вела. После ухода с Kemado и подписания контракта с Razor & Tie в начале 2012 года группа выпустила свой четвёртый альбом Apocryphon. Выход альбома был поддержан мировым турне Apocryphon Tour.
The Sword обычно категоризуют как дум-метал или стоунер-метал группу, а в числе сильно повлиявших на их музыку групп называют Black Sabbath и Sleep. Первый альбом Age of Winters не попал в чарты, однако коммерческий успех группы повышался с каждым релизом. Apocryphon попал в лучшую двадцатку чарта Billboard 200 и в пятёрки нескольких других чартов Billboard.

## Участники группы
Текущий состав
- Джон «Джей Ди» Кронайз (англ. John «J. D.» Cronise) — вокал, гитара (2003-настоящее время)
- Кайл Шатт (англ. Kyle Shutt) — гитара (2003-настоящее время)
- Брайан Ричи (англ. Bryan Richie) — бас, синтезатор (2004-настоящее время)
- Сантьяго «Джимми» Вела III (англ. Santiago «Jimmy» Vela III) — ударные (2011-настоящее время)

Бывшие участники
- Триветт Уинго (англ. Trivett Wingo) — ударные (2003—2010)

Концертные участники
- Кевин Фендер (англ. Kevin Fender) — ударные (2010—2011)

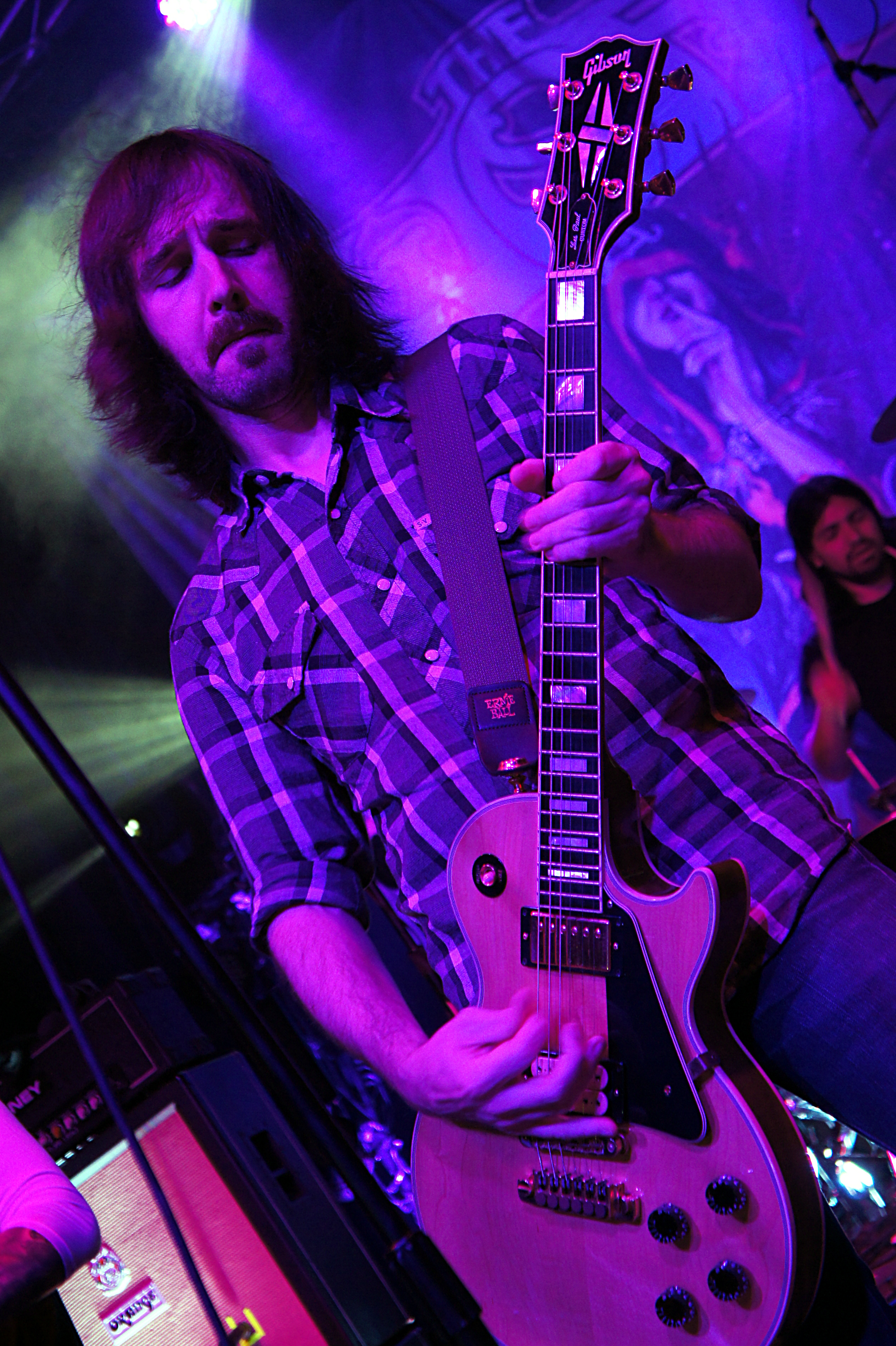
Джей Ди Кронайз
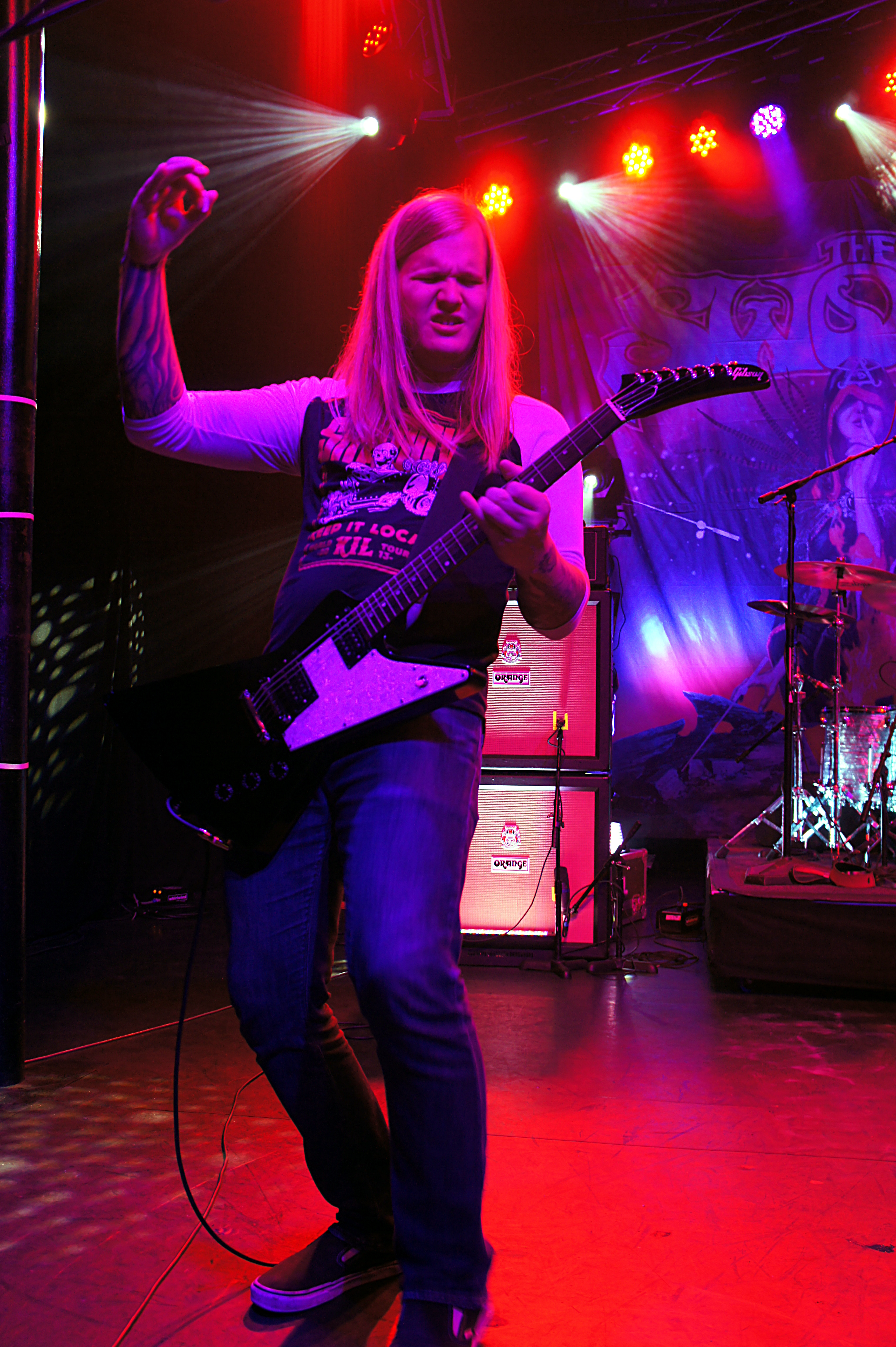
Кайл Шатт
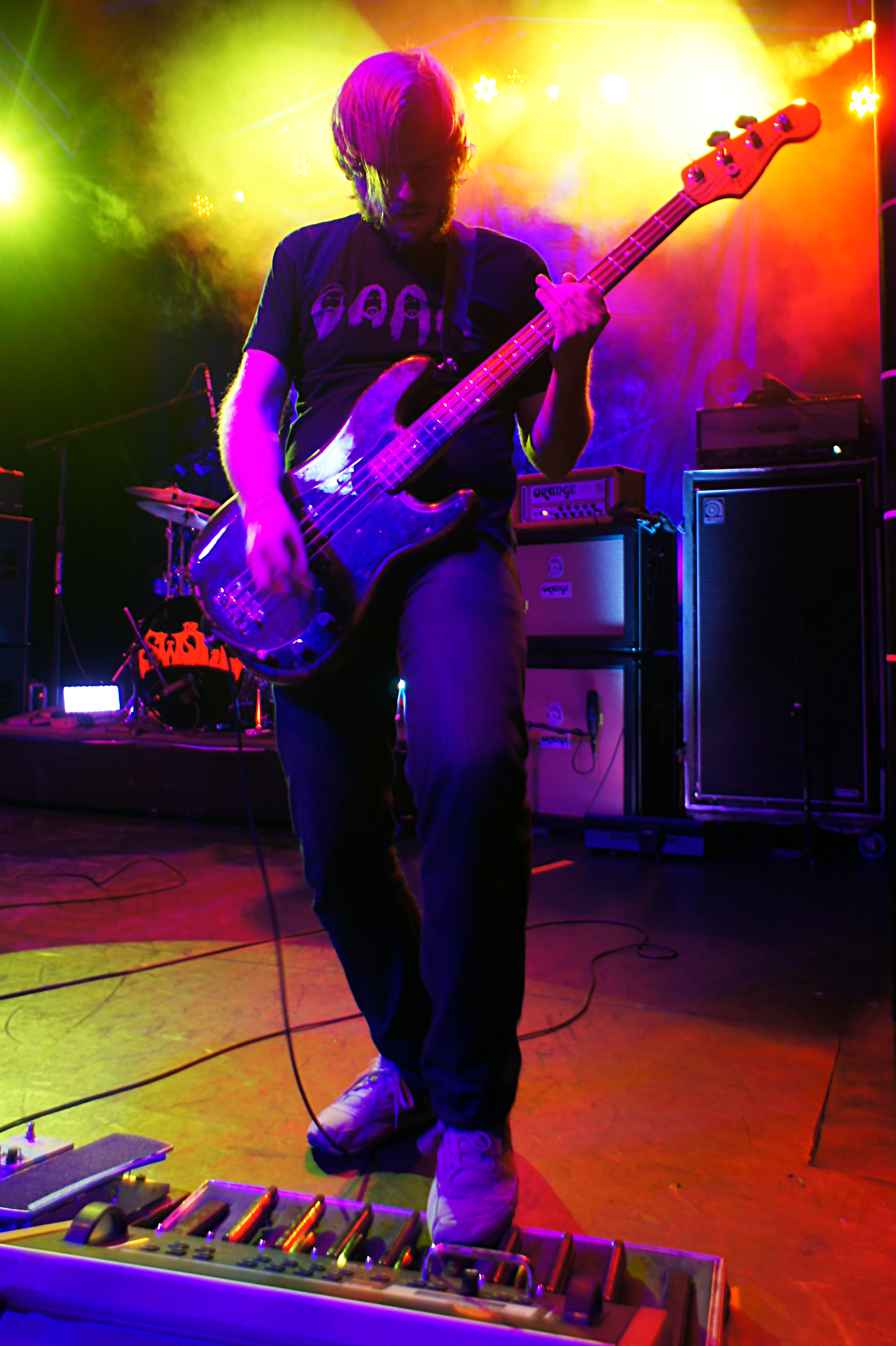
Брайан Ричи
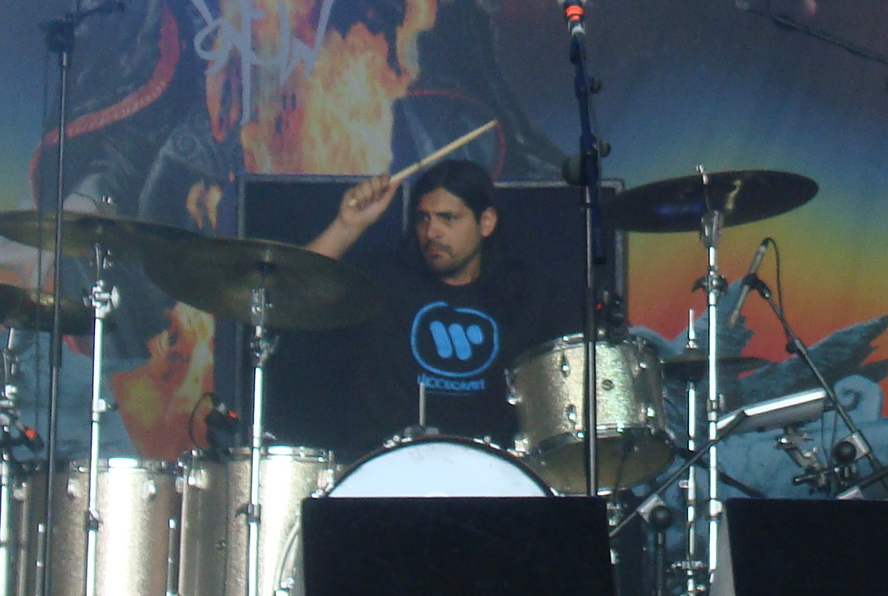
Джимми Вела

## Дискография
- 2006 — Age of Winters
- 2008 — Gods of the Earth
- 2010 — Warp Riders
- 2012 — Apocryphon
- 2015 — High Country
- 2016 — Low Country
- 2018 — Used Future